# الجوانب الحيوية للفلور
قد يتفاعل الفلور مع الأنظمة الحيوية ضمن المركبات الحاوية لهذا العنصر، إذ توجد هذه المركبات (مثل الفلوريت) طبيعيًا ضمن المواد المعدنية. يندر وجود مركبات الفلور العضوي في الطبيعة، لكن يشيع وجود مركبات الفلوريد الصنعية التي تُستخدم في الصناعات الدوائية والمبيدات الحشرية وصناعة بعض المواد. يحوي 20% من مجمل المستحضرات الدوائية التجارية على الفلور بما فيها الأتورفاستاتينات (ليبيتور) والفلوكسيتين (بروزاك). لا ينطوي استخدام المركبات الحاوية على الفلور على أي أذية عادةً، وتكون مفيدة للكائنات الحية أحيانًا، لكنها قد تكون سامةً في حالات أخرى.
بعيدًا عن المجال الطبي، تملك المركبات المفلورة الصنعية دورًا بارزًا في العديد من القضايا البيئية، إذ تُحدث مركبات الكربون الكلورية الفلورية (من المكونات الرئيسة للعديد من منتجات البخ التجارية) ضررًا مثبتًا على طبقة الأوزون، إذ نتج عنها تطبيق بروتوكول معاهدة مونتريال على نطاق واسع. يشكل الفلور جزءًا مهمًا من هذه الجزيئات لأنه يمنحها الاستقرار ويطيل من وجودها في الطبقات الجوية رغم أن الكلورين الموجود فيها يمثل العامل المسؤول عن هذا الضرر. أدى استقرار مركبات الفلور العضوي إلى مشكلة الثباتية الحيوية. توجد الجزيئات طويلة البقيا من البخاخات المقاومة للماء (مثل حمض بيرفلورو الأوكتانويك وحمض بيرفلورو أوكتان السلفونيك) في أنسجة الحيوانات البرية والبشر في جميع أنحاء العالم، بما في ذلك الأطفال حديثي الولادة.
ترتبط القدرة الحيوية للفلور أيضًا بعدد من التقنيات المتطورة. تستطيع البيرفلوروكربونات حمل الأكسجين الكافي لدعم تنفس السائل البشري. يدخل نظير الفلور العضوي المشع F18 في صميم تقنية التصوير الطبية الحديثة المعروفة باسم التصوير المقطعي بالإصدار البوزيتروني (بّي إي تي). تنتج هذه التقنية صورًا ملونةً ثلاثية الأبعاد لأجزاء من الجسم تستهلك كميات كبيرةً من السكر خاصةً الدماغ والنسج الورمية.

## الرعاية السنّية
بينت الدراسات السكانية منذ منتصف القرن العشرين أن الفلوريد يقي من تسوس الأسنان. بدايةً، افترض الباحثون أن الفلوريد يفيد في تحويل مادة مينا الأسنان من الهيدروكسيل أباتيت المعدني الذي يميل للانحلال في الوسط الحمضي إلى فلور أباتيت المعدني الأقل انحلالًا. لم تظهر الدراسات الأحدث أي اختلاف في تواتر حدوث النخر بين الأسنان المعرضة مسبقًا إلى درجات مختلفة من التفلور، ويُعتقد حاليًا أن الفلوريد يقي من التسوس أساسًا عبر حماية الأسنان في مراحل نموها المبكرة.
تبدأ الأسنان بالتسوس عند تعرضها للحمض الناتج عن الجراثيم المستهلكة للسكر، وبالتالي تخسر الكالسيوم (إزالة التمعدن)، ولكنها تملك قدرةً محدودةً على استعادة الكالسيوم إذا لم يبلغ التسوس مرحلةً متقدمةً جدًا (إعادة التمعدن). يبدو أن الفلوريد ينقص معدل إزالة التمعدن ويزيد من عودة التمعدن. توجد بعض الأدلة أيضًا على أن الفلوريد يتداخل مع الجراثيم المستهلكة للسكر في الفم والتي تنتج الأحماض المسببة لتآكل الأسنان. يقي الفلوريد الموجود في الفم من التسوس بآلية مباشرة فقط (علاج موضعي)، بينما لا تقدم شوارد الفلوريد المُبتلعة أي فائدة للأسنان.
تُعرف فلورة الماء بأنها الإضافة المضبوطة للفلوريد إلى شبكة المياه العامة لمحاولة إنقاص تسوس الأسنان عند من يشربونها. بدأ تطبيق هذه التقنية في أربعينيات القرن العشرين بعد دراسات على الأطفال في منطقة ذات مياه مفلورة طبيعيًا، وباتت تُستخدم الآن على نطاق واسع في أنظمة المياه العامة في الولايات المتحدة وأجزاء أخرى من العالم كما هو الحال في نحو ثلثي مناطق الولايات المتحدة التي يشرب قاطنوها المياه المفلورة إضافةً إلى 5.7 % من السكان حول العالم.
لطالما كانت فلورة الماء موضع جدل لأسباب أخلاقية ونواح تتعلق بالسلامة والفعالية مع أن أفضل الأدلة المتاحة تُظهر عدم ترافقها مع تأثيرات ضارة عدا عن التسمم بالفلور (التسمم السني وفي الحالات الأسوأ الهيكلي)، وما يزال الخلاف حول فلورة الماء قائمًا رغم انتشاره الواسع الذي تدعمه منظمات الصحة العامة. تراجعت فوائد فلورة الماء مؤخرًا بسبب توافر الفلوريد بأشكال أخرى على ما يبدو، ولكنها ما تزال ملحوظة الفائدة خاصةً في المجموعات منخفضة الدخل. أظهرت مراجعات منهجية عام 2000 و2007 تراجعًا ملحوظًا في نسب تسوس الأسنان عند الأطفال المعرضين للمياه المفلورة.
يُستخدم كل من فلوريد الصوديوم وفلوريد القصدير الثنائي وغالبًا أحادي فلوروفوسفات الصوديوم في صناعة معاجين الأسنان. طُرح أول معجون أسنان بالفلوريد في الولايات المتحدة عام 1955، وفي الوقت الحاضر، تحوي جميع معاجين الأسنان تقريبًا في البلدان المتقدمة على عنصر الفلور، فمثلًا تحوي 95% من معاجين الأسنان الأوروبية على الفلوريد. يُنصح غالبًا باستخدام الأشكال الرغوية والهلامية في مجموعات محددة من المرضى، خاصةً من يتلقون علاجًا شعاعيًا للرأس (مرضى السرطان)، وبذلك يتعرض المريض إلى كمية مرتفعة من الفلوريد لمدة أربع دقائق. تؤدي الصبغات (التي تكون أسرع تطبيقًا) وظيفةً مشابهةً. غالبًا ما يتوفر الفلوريد أيضًا ضمن غسولات الفم الموصفة وغير الموصوفة، وهو زهيد الكمية في الأطعمة المصنعة باستخدام المياه المفلورة.